# جون سبنسر (مغني)
جون سبنسر (بالإنجليزية: Jon Spencer)‏ هو مغني ومغن مؤلف أمريكي، ولد في 4 فبراير 1965 في هانوفر في الولايات المتحدة.

## وصلات خارجية
- جون سبنسر على موقع IMDb (الإنجليزية)
- جون سبنسر على موقع ميوزك برينز (الإنجليزية)
- جون سبنسر على موقع أول ميوزيك (الإنجليزية)
- جون سبنسر على موقع ديسكوغز (الإنجليزية)
- جون سبنسر على موقع قاعدة بيانات الفيلم (الإنجليزية)